# بیوک احمری
بیوک احمری (۱ اردیبهشت ۱۲۹۹ – ۵ آبان ۱۳۸۷) طراح گرافیک و نقاش ایرانی بود. او مشهور به پدر گرافیک تجاری ایران است.

## زندگینامه
احمری دوران تحصیل در دبستان کمال و دبیرستان حکمت گذراند و رشته نقاشی را در هنرستان صنعتی تبریز زیر نظر رسام ارژنگی و طاهر خوشنویس آموخت. او در ۱۳۲۱ به تهران مهاجرت کرد و مدتی بعد آتلیه هنری خود با نام آتلیه هنرهای زیبا را در چهارراه عزیزخان دایر نمود.

## فعالیت‌های هنری
- ۱۳۲۳ اولین چاپ سیلک‌اسکرین در ایران.
- ۱۳۲۴ اولین آتلیه گروهی با نام اسرام.
- ۱۳۲۷ ازدواج.
- ۱۳۲۸ استخدام در وزارت کشاورزی به عنوان نقاش آزمایشگاه.
- ۱۳۲۹ همکاری با نشریات از جمله سپید و سیاه و طراحی و نقاشی مطالب آن. همکاری با نشریات طنز و کاریکاتور با نام مستعار شیوا و فرزین. طراحی روی جلد برای کتاب‌ها.
- ۱۳۳۰ تأسیس آتلیه فاکوپا.
- ۱۳۳۲ تأسیس آتلیه آرام. طراحی کتاب‌های درسی.
- ۱۳۳۴ همکاری با نشریه امید ایران.
- ۱۳۳۸ تأسیس شرکت گرافیکی با مشارکت محمد بهرامی با نام کلیشوگراف.
- ۱۳۴۴ انحلال شرکت کلیشوگراف به شراکت محمد بهرامی، امیر کمالی و بیوک احمری.
- ۱۳۴۵ همکاری با انتشارات امیرکبیر.
- ۱۳۴۷ تا ۱۳۴۸ همکاری با کانون آگهی زیبا و شرکت تبلیغاتی آوازه.
- ۱۳۵۰ تأسیس آتلیه چهلستون در خیابان منوچهری.
- ۱۳۴۶ تا ۱۳۶۱ تشکیل کلاس آموزش نقاشی در آتلیه چهلستون. همکاری با شرکت گرافیکی نقش‌ونگار.
- ۱۳۷۴ مدرس در کتابخانه مرعشی در زمینه مرمت جلد کتاب. آموزش تشعیر و تذهیب در همین کتابخانه. همکاری با میراث فرهنگی آذربایجان.

## درگذشت
بیوک احمری بدلیل سرانجام یکشنبه ۵ آبان ۱۳۸۷ بدلیل کهولت سن در ۸۸ سالگی درگذشت.

## آراء دیگران
آیدین آغداشلو به عنوان مهم‌ترین و برجسته‌ترین شاگرد احمری، در مراسم نکوداشت او در نگارخانه برگ سازمان زیباسازی شهر تهران، گفت:

"استاد احمری، نماینده و نمونه تمام‌عیار یک هنرمند طراز اول از سال‌های ۱۳۲۰ تا سال‌های ۱۳۸۰ است... کاشکی عمرش طولانی‌تر از این می‌شد و ای کاش سال‌های پُربار عمرش را می‌شد در جای بهتری سپری کند. او می‌توانست رئیس هر دانشکده و مجتمعی باشد. او نماینده و نشانه تاریخ هنرهای تجسمی معاصر ایران، آن بخش واقعی و بی‌ادایش بود. او منزوی ماند، در انزوایی خودخواسته. و خود را به این جریانِ جاهل‌پرور دروغ‌زن پوچِ نامربوط، نسپرد."

همچنین اکبر ساعتچی، گالری‌دار و کارشناس هنرهای سنتی، درباره احمری می‌گوید:

"او را باید نابغه هنرهای سنتی و تجسمی این دوره نامید، وی نه در یک هنر بلکه در هنرهای متعدد استادی توانا و چیره‌دست بود، از جمله؛ نگارگری، تذهیب، خوشنویسی، نقاشی پشت شیشه، نقاشی آبرنگ و رنگ روغن (پرتره، طبیعت،..).، نقاشی تبلیغاتی و تحقیقاتی، کاریکاتور، گرافیک، چاپ سیلک، ساخت قلمدان، قاب آیینه، جلد روغنی، قطاعی، کاغذسازی و ... هنرمندی بود بی‌نظیر و استادی بی‌بدیل.
علاوه بر اینها در مرمت آثار گذشتگان از چنان تبحری برخوردار بود که کمتر کسی می‌توانست اثر مرمت‌شده ایشان را تشخیص دهد."

## معروف‌ترین آثار
از معروف‌ترین آرم‌های طراحی شده توسط بیوک احمری می‌توان به آرم کفش ملی، چای گلستان و روغن و فرش شاه‌پسند اشاره کرد.